# Estátua

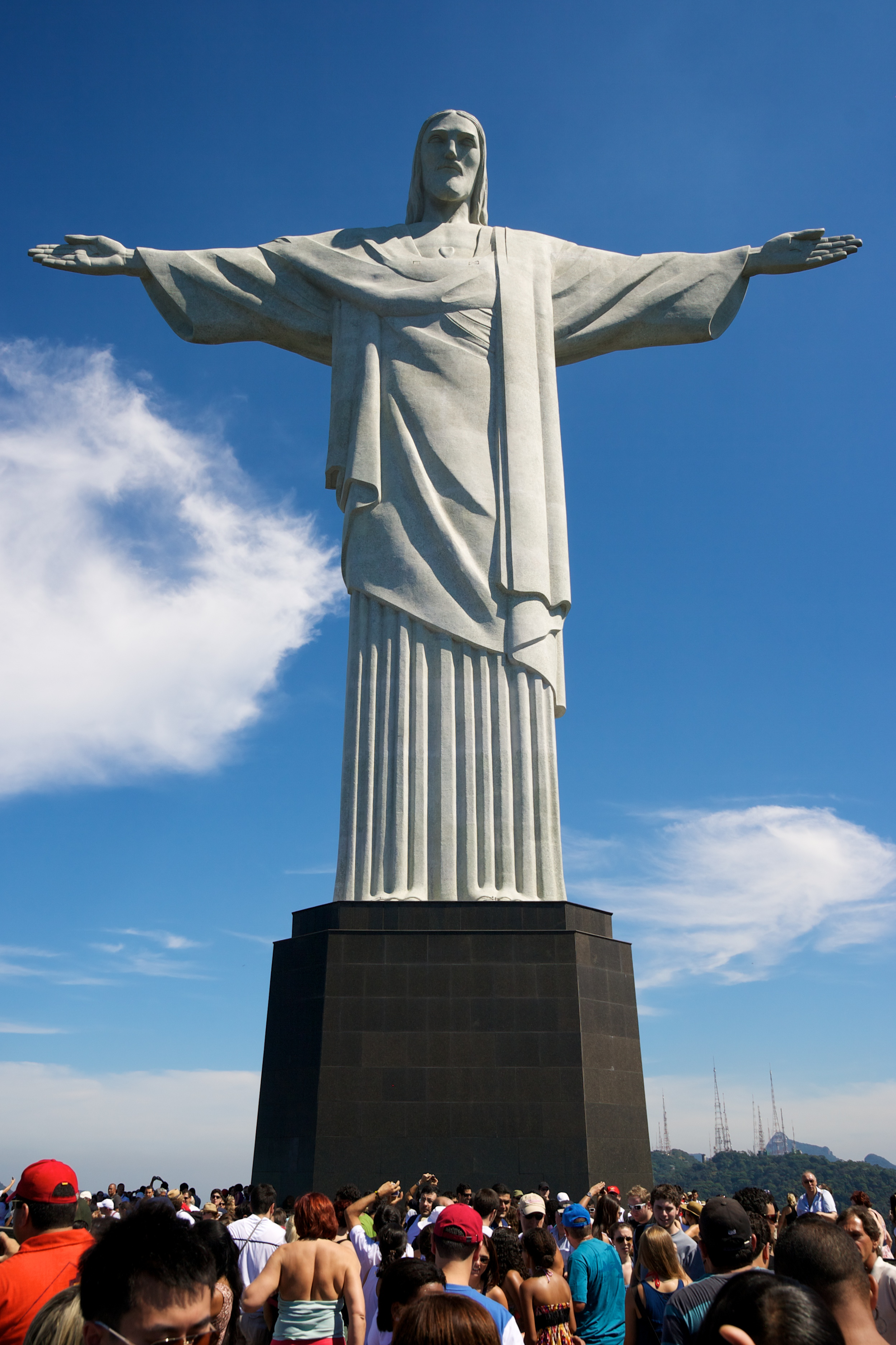
A estátua do Cristo Redentor, no Rio de Janeiro, Brasil

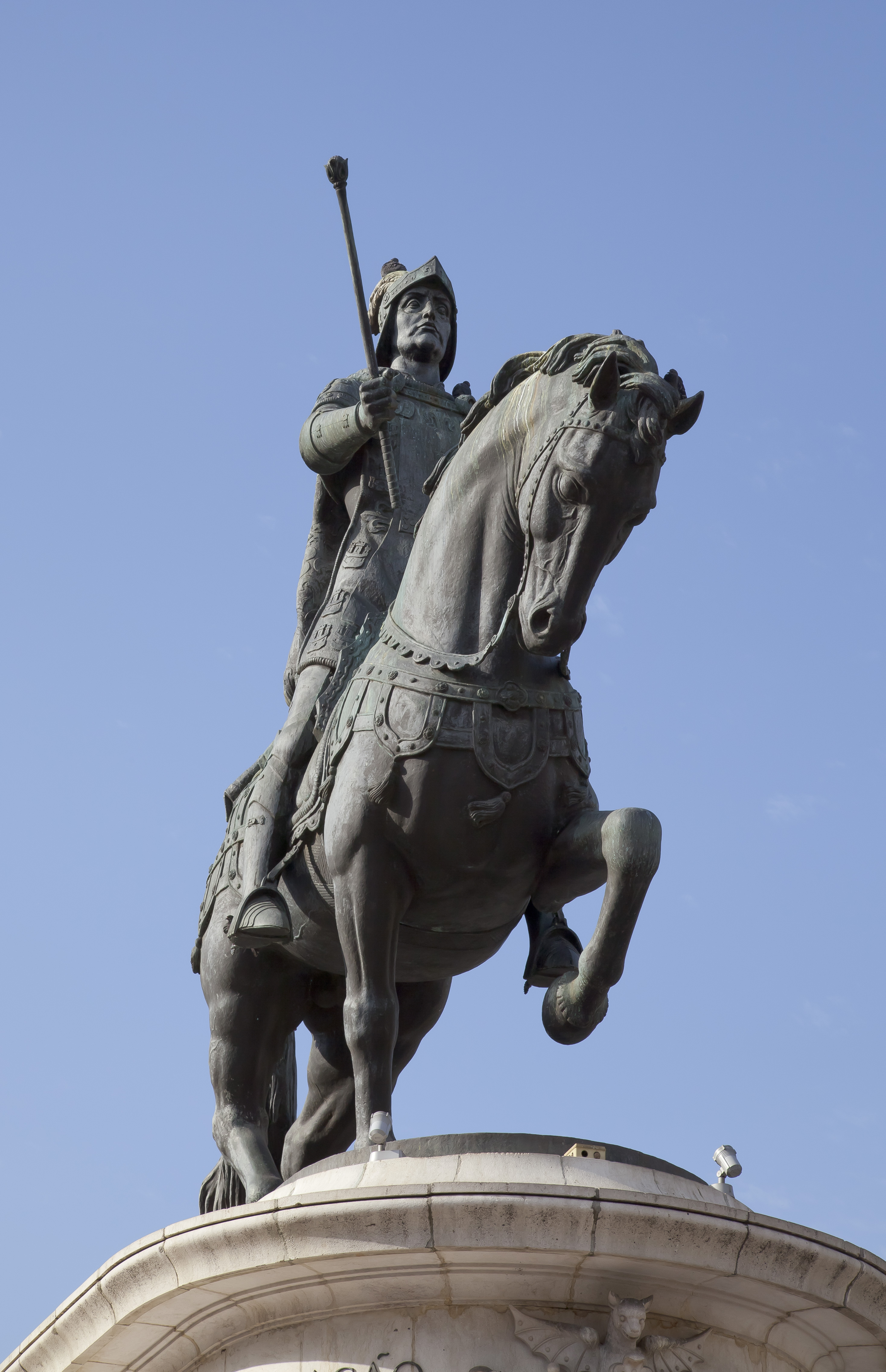
Estátua equestre do Rei D. João I, em Lisboa, Portugal

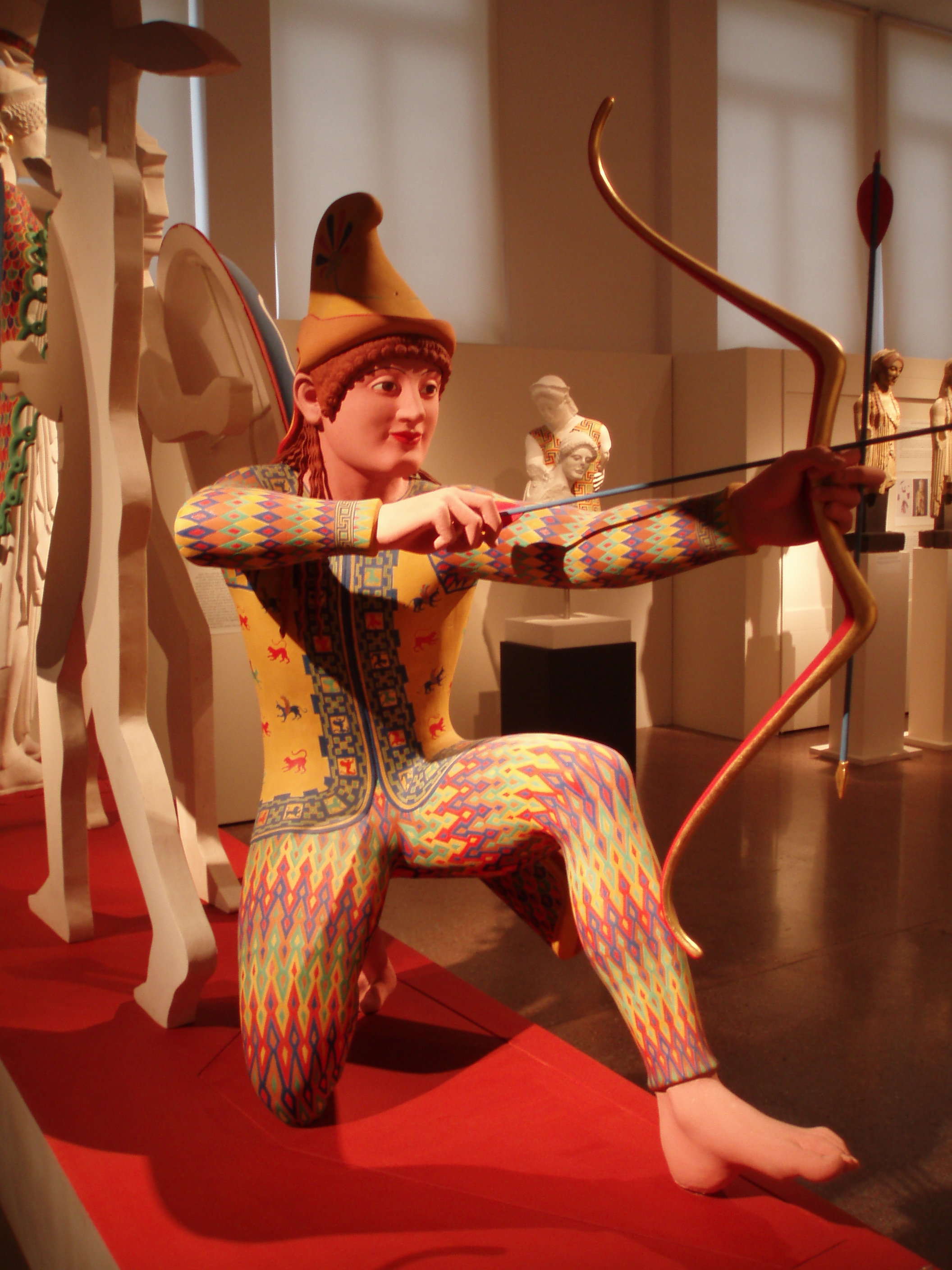
Restauração de cor da estátua de um arqueiro de Troia do Templo de Afaia, Egina

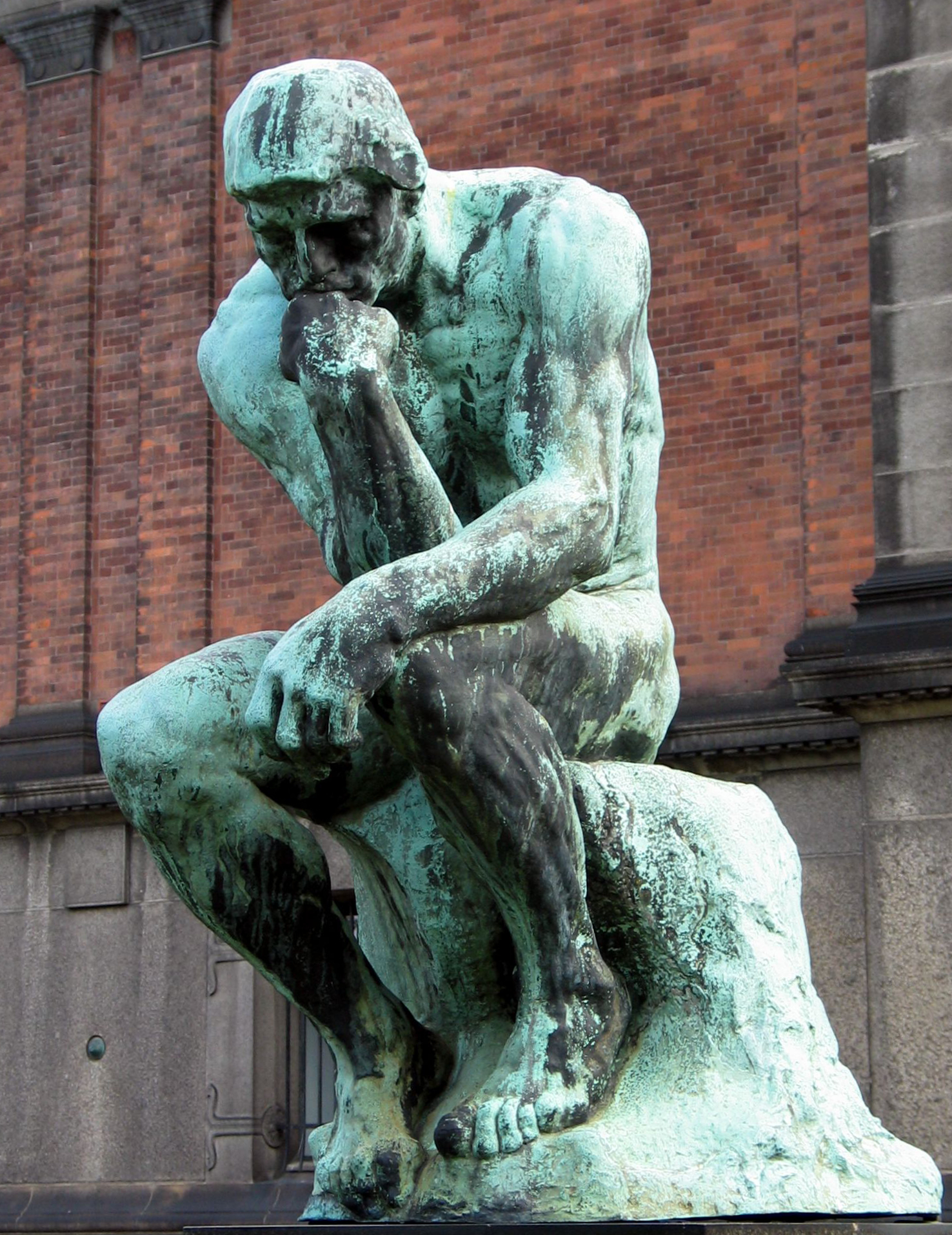
O Pensador, por Auguste Rodin c. 1902, Bronze, Copenhagen, Dinamarca

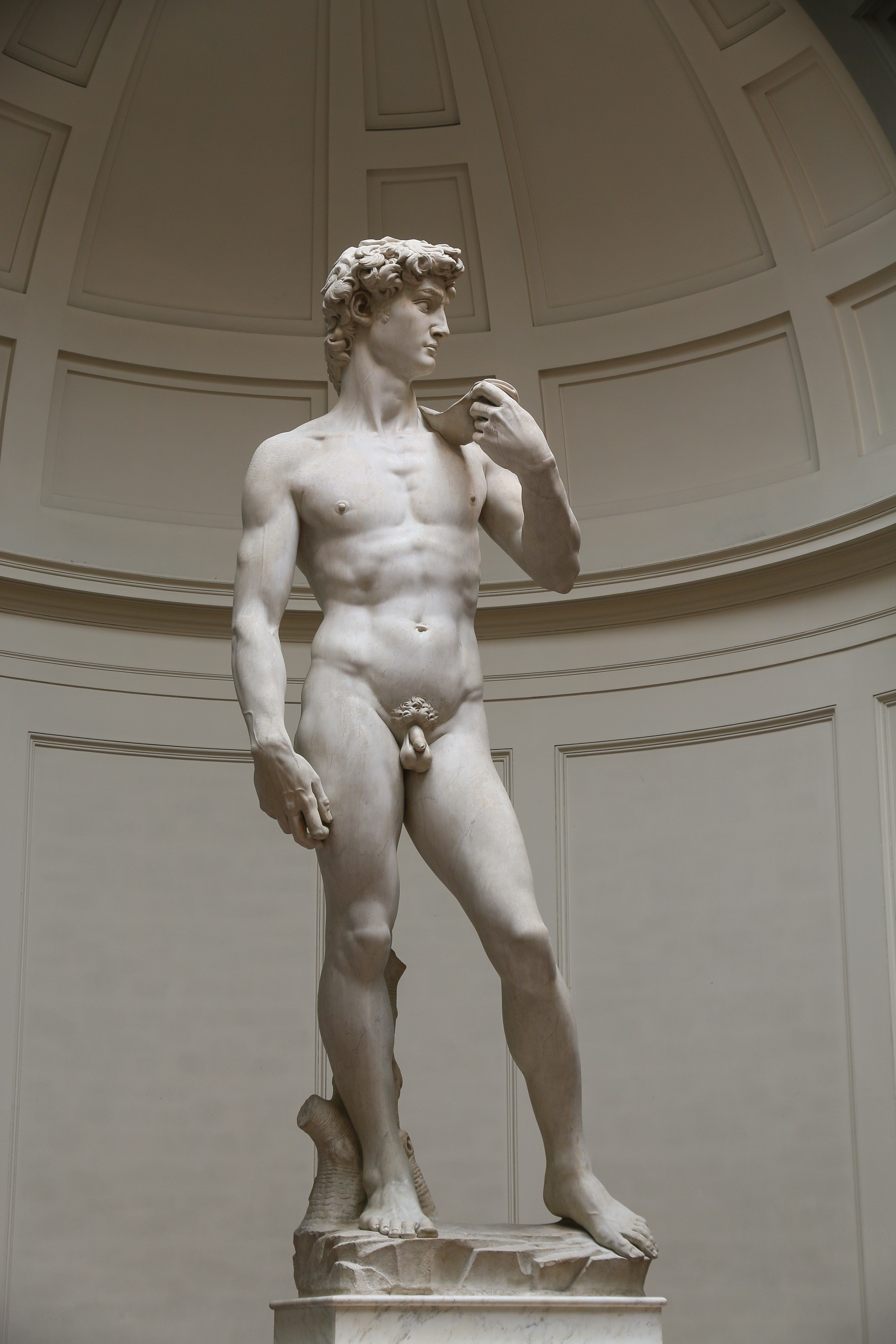
Estátua de David, por Michelangelo 1501–1504, Florença, Itália

Uma estátua é uma obra de escultura criada para representar uma entidade real ou imaginária. No Catolicismo, na Igreja Ortodoxa e na Igreja Anglicana, quando uma estátua representa uma divindade, um santo, ou um anjo, é ritualmente abençoada e recebe a denominação de imagem.
As estátuas típicas são em tamanho natural ou perto do tamanho natural; uma escultura que represente pessoas ou animais na figura completa, mas que seja pequena o suficiente para erguer e carregar é uma estatueta, enquanto uma mais que duas vezes o seu tamanho natural é uma estátua colossal.
As estátuas têm sido produzidas em muitas culturas desde a Pré-história até ao presente; a mais antiga estátua conhecida data de há cerca de 30 000 anos. Estátuas podem representar pessoas e animais diferentes, reais e míticos. Muitas estátuas são colocadas em lugares públicos como arte pública. A estátua mais alta do mundo, Estátua da Unidade, mede 182 metros de altura e está localizada perto da  represa Narmada, em Guzerate, na Índia.

## Cor
Com o passar do tempo as estátuas antigas passam a mostrar a superfície nua do material de que são feitas. Por exemplo, muitas pessoas associam a arte clássica grega à escultura em mármore branco, mas há evidências de que muitas estátuas eram coloridas. A maior parte da cor esmaece ao longo do tempo; pequenos remanescentes são removidos durante a limpeza; em alguns casos, restam pequenos vestígios que podem ser identificados. Uma exposição itinerante de 20 réplicas coloridas de obras gregas e romanas, juntamente com 35 estátuas e relevos originais, foi realizada na Europa e nos Estados Unidos em 2008: Deuses Coloridos: Escultura Pintada da Antiguidade Clássica. Detalhes de como a tinta era aplicada em uma ou mais camadas, quão finamente os pigmentos eram triturados, ou exatamente qual meio de ligação teria sido usado em cada caso - todos os elementos que afetariam a aparência de uma peça acabada - não são conhecidos. Richter chega a dizer da escultura grega clássica: "Todas as esculturas em pedra, seja de calcário ou mármore, eram pintadas, total ou parcialmente."
Estátuas medievais também eram geralmente pintadas, com algumas ainda retendo seus pigmentos originais. O colorido das estátuas cessou durante o Renascimento, pois as esculturas clássicas escavadas, que haviam perdido sua coloração, passaram a ser consideradas os melhores modelos.

## Períodos históricos

### Antiguidade
A estatueta do homem-leão dos Alpes Suábios, na Alemanha, é a mais antiga estátua conhecida no mundo e data de 30 000 a 40 000 anos atrás. Ao longo da história, estátuas foram associadas a imagens de culto em muitas tradições religiosas, desde o Antigo Egito, a Índia Antiga, a Grécia Antiga e a Roma Antiga até o presente.
Estátuas egípcias mostrando reis como esfinges existem desde o Antigo Império, sendo a mais antiga para Djedefre (c. 2 500 a.C.). A estátua mais antiga de um faraó data do reinado de Sesóstris I (c. 1950 a.C) e está no Museu Egípcio, no Cairo. O Império Médio do Egito (começando por volta de 2000 a.C.) testemunhou o crescimento de estátuas de blocos que se tornaram a forma mais popular até o período ptolomaico (c. 300 a.C.).
A mais antiga estátua de uma divindade em Roma era a estátua de bronze de Ceres em 485 a.C.A estátua mais antiga de Roma é agora a estátua de Diana no Aventino.
As Sete Maravilhas do Mundo Antigo incluem várias estátuas da Antiguidade, nomeadamente o Colosso de Rodes e a Estátua de Zeus em Olímpia.

### Idade Média
Enquanto a arte bizantina florescia de várias formas, a escultura testemunhava um declínio geral; embora estátuas de imperadores continuassem a aparecer. Um exemplo foi a estátua de Justiniano (século VI) que ficava na praça em frente à Hagia Sophia até a queda de Constantinopla no século XV. Parte do declínio na produção de estátuas no período bizantino pode ser atribuída à desconfiança que a Igreja depositou na forma de arte, visto que ela via a escultura em geral como um método para fazer e adorar ídolos. Justiniano foi um dos últimos imperadores a ter uma estátua em tamanho natural, e estátuas seculares de qualquer tamanho tornaram-se praticamente inexistentes após o iconoclasma; e a habilidade artística para fazer estátuas foi perdida no processo.

### Idade Moderna
Começando com o trabalho de Maillol por volta de 1900, as figuras humanas incorporadas nas estátuas começaram a se afastar das várias escolas de realismo que foram seguidas por milhares de anos. As escolas futuristas e cubistas levaram esse metamorfismo ainda mais longe, até que as estátuas, muitas vezes ainda representando nominalmente os humanos, perderam tudo, menos a relação mais rudimentar com a forma humana. Nas décadas de 1920 e 1930, as estátuas começaram a aparecer em um design e execução completamente abstratas.
A noção de que a posição das patas dos cavalos nas estátuas equestres indica a causa da morte do cavaleiro foi refutada. Como por exemplo, quando o cavalo está com as quatro patas no chão pode significar que a pessoa morreu de causas naturais; Com apenas uma pata levantada, a morte não foi de causa natural; etc.